# آنر 9
آنر 9 (بالإنجليزية: Honor 9)‏ هو هاتف ذكي تم تصنيعه بواسطة هواوي تحت علامتها التجارية الفرعية أونور. هو خليفة هواوي آنر 8 ضمن سلسلة هواوي آنر للهواتف المحمولة.